# Stalingrad (игра, 1988)
Stalingrad — компьютерная игра в жанре пошаговой стратегии, разработанная Кеном Райтом и изданная Cases Computer Simulations в 1988 году для ZX Spectrum.

## Сюжет
Игра представляет собой симулятор одного из эпизодов Второй мировой войны — Сталинградской битвы. В этом сражении русским войскам противостояла коалиция немецких и румынских войск. Игроку предстоит оказаться на месте командующего немецкими войсками.

## Геймплей
Графикой и управлением Stalingrad аналогична другой игре Кена Райта Overlord. Под командованием игрока пехота, танки и моторизованные части немецких и румынских войск. Отличие игры в том, что нельзя отдавать приказы отдельным юнитам, а только целым подразделениям.

## Восприятие
| Иноязычные издания | Иноязычные издания |
| Издание            | Оценка             |
| ------------------ | ------------------ |
| ACE                | 765/1000           |
| Amiga Joker        | 18 %               |
| Crash              | 90 %               |
| Sinclair User      | 70/100             |
| Your Sinclair      | 6/10               |